# 愛知大学記念館
愛知大学記念館（あいちだいがくきねんかん）は、愛知県豊橋市にある大学博物館。愛知大学および実質的な前身校である東亜同文書院大学の歴史に関わる資料や愛知大学内研究機関の資料の展示を行う施設である。

## 歴史
1908年、第15師団司令部として造営される。1925年に宇垣軍縮により師団は廃止されるが、その後、騎兵第4旅団司令部、陸軍教導学校本部、陸軍予備士官学校本部が置かれた。1946年、愛知大学が開学すると1996年まで愛知大学本館として使用された。1998年1月16日、登録有形文化財に登録されると愛知大学記念館となり、館内には愛知大学東亜同文書院大学記念センターと愛知大学綜合郷土研究所展示室、愛知大学中部地方産業研究所展示室が設置されている。
愛知大学東亜同文書院大学記念センターは、館内で東亜同文書院大学や同校の教員で孫文の革命活動に関わった山田良政・山田純三郎兄弟、東亜同文書院大学ならびに愛知大学名誉学長本間喜一を紹介する資料の展示を行うと同時に関連資料の収集整理や研究を行っている。また、愛知大学中部地方産業研究所展示室では、ガラ紡績機・合糸機・撚糸機が動態保存されている。

## 構造様式
建築面積は1,859平方メートル。木造2階建て、寄棟造の桟瓦葺（さんがわらぶき）で、両翼屋を背後に突き出したコの字形の平面形を持つ。外壁は板貼りで、軍隊関連建物らしいシンプルな造りのため装飾を多く用いない。木造の旧師団司令部庁舎で現存するのは全国的にごく稀であり、明治末期の陸軍による兵営建築の手法をよく残す建物として貴重な例である。

## 所在地
愛知県豊橋市町畑町1-1（愛知大学豊橋校舎構内）
アクセス：豊橋鉄道渥美線愛知大学前駅下車